# Jibeuro
Jibeuro (hangul: 집으로...; bra: Caminho para Casa) é um filme de drama sul-coreano de 2002 escrito e dirigido por Lee Jeong-hyang. Conta a história comovente sobre uma avó e seu neto nascido na cidade que vem morar com ela em uma vila rural. O filme foi eleito o melhor filme no 39º Grand Bell (Daejong) Awards anual da Coreia do Sul e foi o segundo filme local de maior bilheteria na Coreia do Sul em 2002. Foi lançado em DVD e VHS em 2003 pela Paramount Classics.

## Enredo
Sang-woo (Yoo Seung-ho), de sete anos, é levado para o interior da Coreia para ficar com sua avó (Kim Eul-boon), muda, mas não surda, de 78 anos, enquanto sua mãe procura um novo emprego em Seul.
Sang-woo, um menino mimado da cidade, não se impressiona com a natureza pouco sofisticada da casa de sua pobre avó, que não tem eletricidade nem água encanada. Ele age rudemente com sua avó, às vezes ignorando-a e chamando-a de byungshin, ou "retardada", outras vezes.
Sang-woo continua tentando se aclimatar ao seu ambiente desconhecido. Um dos vizinhos da avó é um trabalhador rural que tenta fazer amizade com Sang-woo, mas é rejeitado. A outra é uma jovem por quem Sang-Woo está apaixonado, mas ela está mais interessada no garoto do interior.
Enquanto isso, a avó de Sang-woo é paciente e trabalhadora, gastando seu tempo cuidando de seus melões e tentando cuidar de Sang-woo, apesar de seu desdém. O Game Boy de Sang-woo fica sem bateria, então ele pede dinheiro à avó para comprar novas. Mas ela é pobre e não tem nenhuma. Mas quando ela diz que não tem nenhum, em um esforço para coagi-la, Sang-woo a insulta, joga fora seus sapatos, quebra um de seus vasos e desenha grafite nas paredes de sua casa.
Quando essa estratégia falha em extrair dinheiro de sua avó, Sang-woo rouba seu grampo ornamental para trocá-lo por baterias. Ele tenta negociar o grampo de prata em uma loja local, mas o lojista, amigo de sua avó, bate em sua cabeça e o manda para casa.
Sang-woo reclama de comer comida caseira e exige que sua avó lhe forneça Kentucky Fried Chicken. Em uma tentativa bem-intencionada, mas incompreendida, de agradá-lo, ela compra um frango vivo no mercado e prepara um prato caseiro de frango cozido para Sang-woo. Quando Sang-woo vê isso, ele fica chateado e chora. Na manhã seguinte, sua avó fica doente. Sang-woo serve o frango restante enquanto cuida dela. Ele também devolve o grampo de cabelo de sua avó.
Um dia, Sang-woo acorda cedo e vai com a avó ao mercado, onde vê o quanto sua avó convence os transeuntes a comprarem vegetais para ela. Depois de um longo dia no mercado, ela leva Sang-woo a uma loja e compra macarrão e sapatos novos para ele. Quando eles estão prestes a embarcar no ônibus para casa, Sang-woo pede à avó que compre uma Choco pie para ele. Ela troca um melão por Choco pies para Sang-woo. No entanto, quando eles estão prestes a embarcar no ônibus de volta para casa, Sang-Woo diz a ela que quer ir sozinho porque a garota de quem ele gosta também está a bordo. A avó tenta fazer com que Sang-Woo leve o resto da produção com ele, mas ele se recusa. Sang-woo chega em casa bem antes de sua avó e sente remorso ao perceber que sua avó teve que voltar da cidade carregando suas compras.
Sang-woo gradualmente desenvolve simpatia por sua avó e o relacionamento deles começa a se aprofundar. Como ela não sabe ler nem escrever, ele começa a fazer alguns cartões simples para expressar seu amor e gratidão, então ela tem algumas cartas dele. Sua atitude geral melhora e ele se torna mais humilde, acabando por pedir desculpas ao garoto da vizinhança e buscando sua amizade. Finalmente a mãe de Sang-woo retorna e o leva de volta para Seul. Seu profundo sentimento pela avó é revelado quando o ônibus parte e ele salta para a janela traseira para acenar suas lágrimas de despedida. O filme termina com a avó continuando a morar sozinha na casa com telhado de palha, mas com as cartas de amor do neto.
Um crédito final indica que o filme é dedicado a todas as avós do mundo.

## Elenco

### Principal
- Kim Eul-boon como avó
- Yoo Seung-ho como Sang-woo

### Recorrente
- Dong Hyo-hee como mãe de Sang-woo
- Min Kyung-hyun como Cheol-yi, caipira, vizinho da avó
- Im Eun-kyung como Hae-yeon

## Produção
O filme foi filmado em Jeetongma, Província de Gyeongsang do Norte, Coreia do Sul.

## Recepção
O filme recebeu críticas geralmente positivas dos críticos ocidentais e coreanos. O agregador de críticas Rotten Tomatoes informou que 75% dos críticos deram críticas positivas ao filme, com base em 56 críticas. Steven Rea, do The Philadelphia Inquirer deu ao filme 3,5 estrelas de 4, dizendo que "o filme de Jeong-Hyang Lee é enganosamente simples, profundamente satisfatório."
Muitos críticos elogiaram o estilo do filme e também a atuação da inexperiente Kim Eul-boon que, aos 78 anos, não só nunca havia atuado antes, como também nunca tinha visto um filme. O filme ganhou os prêmios de Melhor Filme e Melhor Roteiro no Grand Bell Awards, o equivalente ao Oscar na Coreia do Sul. Também foi indicado para Melhor Filme Asiático no 22º Prêmio Cinematográfico de Hong Kong, mas perdeu para Yeopgijeogin geunyeo, outro filme sul-coreano.